# جورج سميث (لاعب اتحاد الرغبي)
جورج سميث (بالإنجليزية: George Smith)‏ هو لاعب اتحاد الرغبي أسترالي، ولد في 14 يوليو 1980 في سيدني في أستراليا.

## وصلات خارجية
- جورج سميث على موقع دوري الرغبي الممتاز (الإنجليزية)
- جورج سميث عل موقع إسبنسكروم (الإنجليزية)
- جورج سميث على موقع ItsRugby.co.uk (الإنجليزية)